# Корінт (Міссісіпі)
Корінт (англ. Corinth) — місто (англ. city) в США, в окрузі Алкорн штату Міссісіпі. Населення — 14 622 особи (2020).

## Географія
Корінт розташований за координатами 34°56′52″ пн. ш. 88°30′49″ зх. д. / 34.94778° пн. ш. 88.51361° зх. д. (34.947826, -88.513630).  За даними Бюро перепису населення США в 2010 році місто мало площу 78,45 км², з яких 78,11 км² — суходіл та 0,33 км² — водойми.

### Клімат
| Клімат : Корінт              | Клімат : Корінт | Клімат : Корінт | Клімат : Корінт | Клімат : Корінт | Клімат : Корінт | Клімат : Корінт | Клімат : Корінт | Клімат : Корінт | Клімат : Корінт | Клімат : Корінт | Клімат : Корінт | Клімат : Корінт | Клімат : Корінт |
| Показник                     | Січ.            | Лют.            | Бер.            | Квіт.           | Трав.           | Черв.           | Лип.            | Серп.           | Вер.            | Жовт.           | Лист.           | Груд.           | Рік             |
| Абсолютний максимум, °C      | 26,7            | 30,0            | 31,7            | 34,4            | 37,8            | 41,1            | 43,9            | 43,3            | 40,6            | 35,6            | 31,1            | 26,7            | 43,9            |
| Середній максимум, °C        | 9,4             | 12,2            | 17,2            | 22,2            | 26,7            | 30,6            | 32,2            | 32,2            | 28,9            | 22,8            | 16,7            | 10,6            | 21,8            |
| Середній мінімум, °C         | −2,2            | 0,0             | 3,9             | 7,8             | 13,3            | 17,8            | 20,0            | 19,4            | 15,0            | 8,3             | 3,3             | −0,6            | 8,9             |
| Абсолютний мінімум, °C       | −28,3           | −21,1           | −12,8           | −3,9            | 1,7             | 6,1             | 10,6            | 9,4             | 2,2             | −4,4            | −15,6           | −21,1           | −28,3           |
| ---------------------------- | --------------- | --------------- | --------------- | --------------- | --------------- | --------------- | --------------- | --------------- | --------------- | --------------- | --------------- | --------------- | --------------- |
| Джерело: The Weather Channel |                 |                 |                 |                 |                 |                 |                 |                 |                 |                 |                 |                 |                 |

## Демографія
Згідно з переписом 2010 року, у місті мешкали 14 573 особи в 6258 домогосподарствах у складі 3747 родин. Густота населення становила 186 осіб/км².  Було 7149 помешкань (91/км²).
Расовий склад населення:
| - 71,4 % — білих - 23,2 % — чорних або афроамериканців - 0,5 % — азіатів - 0,2 % — корінних американців - 3,2 % — осіб інших рас |

До двох чи більше рас належало 1,4 %. Частка іспаномовних становила 5,3 % від усіх жителів.
За віковим діапазоном населення розподілялося таким чином: 23,6 % — особи молодші 18 років, 57,5 % — особи у віці 18—64 років, 18,9 % — особи у віці 65 років та старші. Медіана віку мешканця становила 39,6 року. На 100 осіб жіночої статі у місті припадало 89,1 чоловіків;  на 100 жінок у віці від 18 років та старших — 85,3 чоловіків також старших 18 років.
Середній дохід на одне домашнє господарство  становив 46 497 доларів США (медіана — 31 800), а середній дохід на одну сім'ю — 56 816 доларів (медіана — 41 706). Медіана доходів становила 36 788 доларів для чоловіків та 30 830 доларів для жінок. За межею бідності перебувало 26,3 % осіб, у тому числі 40,3 % дітей у віці до 18 років та 7,8 % осіб у віці 65 років та старших.
Цивільне працевлаштоване населення становило 5615 осіб. Основні галузі зайнятості: освіта, охорона здоров'я та соціальна допомога — 23,1 %, виробництво — 19,8 %, роздрібна торгівля — 9,1 %, фінанси, страхування та нерухомість — 8,5 %.